# 周船寺
周船寺（すせんじ）は、福岡県福岡市西区にある地名。大字周船寺と1丁目から3丁目までが設置されている。郵便番号は819-0373。

## 概要
福岡市の西端部に位置し、西は糸島市と接している。主に住宅地と田園地帯となっており、町内を東西に通っているJR筑肥線の周船寺駅周辺や国道202号沿いは商店や施設が立ち並んでいる。

## 歴史

### 地名の由来
この地に大宰府の船修理を担当する役所「主船司」（しゅせんし）があったことに由来する。

### 町域の変遷
| 住居表示実施後               | 実施年月日         | 住居表示実施前（各大字の一部） |
| ---------------------------- | ------------------ | ------------------------------ |
| 周船寺一丁目から周船寺三丁目 | 1961年（昭和36年） | 大字周船寺など                 |

## 主な施設
- 周船寺商店街
- 西鉄ストア周船寺店
- マックスバリュ周船寺西店[3]
- 福岡銀行周船寺支店
- 西日本シティ銀行周船寺支店
- 佐賀銀行周船寺支店
- 福岡県信用組合周船寺支店
- JA福岡市周船寺支店[4]
- 周船寺郵便局

東側でイオンモール福岡伊都と隣接している。また、かつてはマルタイの本社・工場があった。

### 教育施設
- 福岡市立周船寺小学校

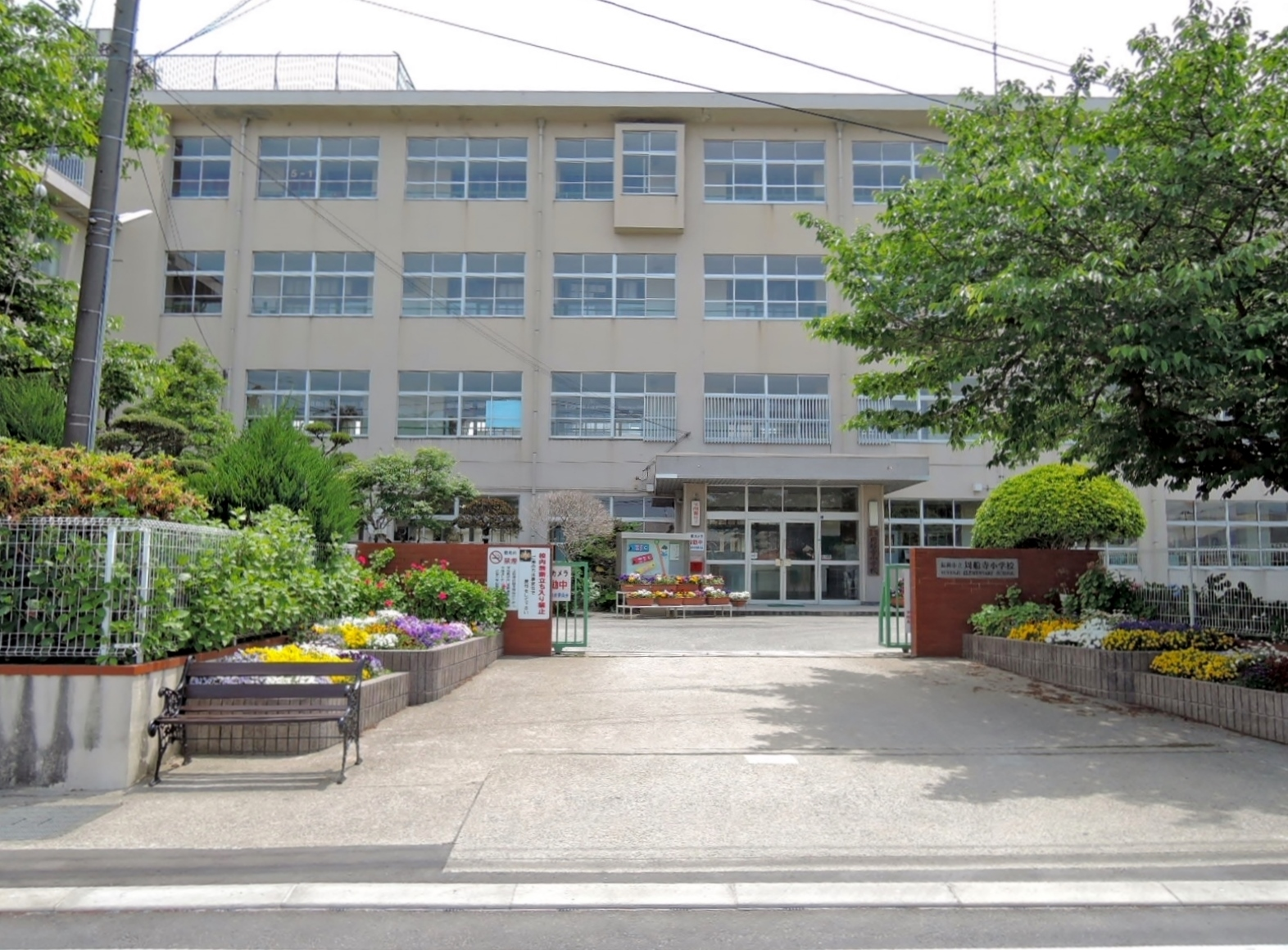
福岡市立周船寺小学校

※ただし、周船寺1丁目13番(25号,28号)と2丁目19番,20番は福岡市立元岡小学校の校区となっている。

## 名所・旧跡
- 伊覩神社（いとじんじゃ）
- 丸隈山古墳（今宿古墳群の一つ）

## 交通

### 道路
- 西九州自動車道（今宿道路・福岡前原道路）周船寺インターチェンジ
- 国道202号
- 福岡県道56号福岡早良大野城線
- 福岡県道561号周船寺有田線
- 福岡県道566号大原周船寺停車場線

### 鉄道

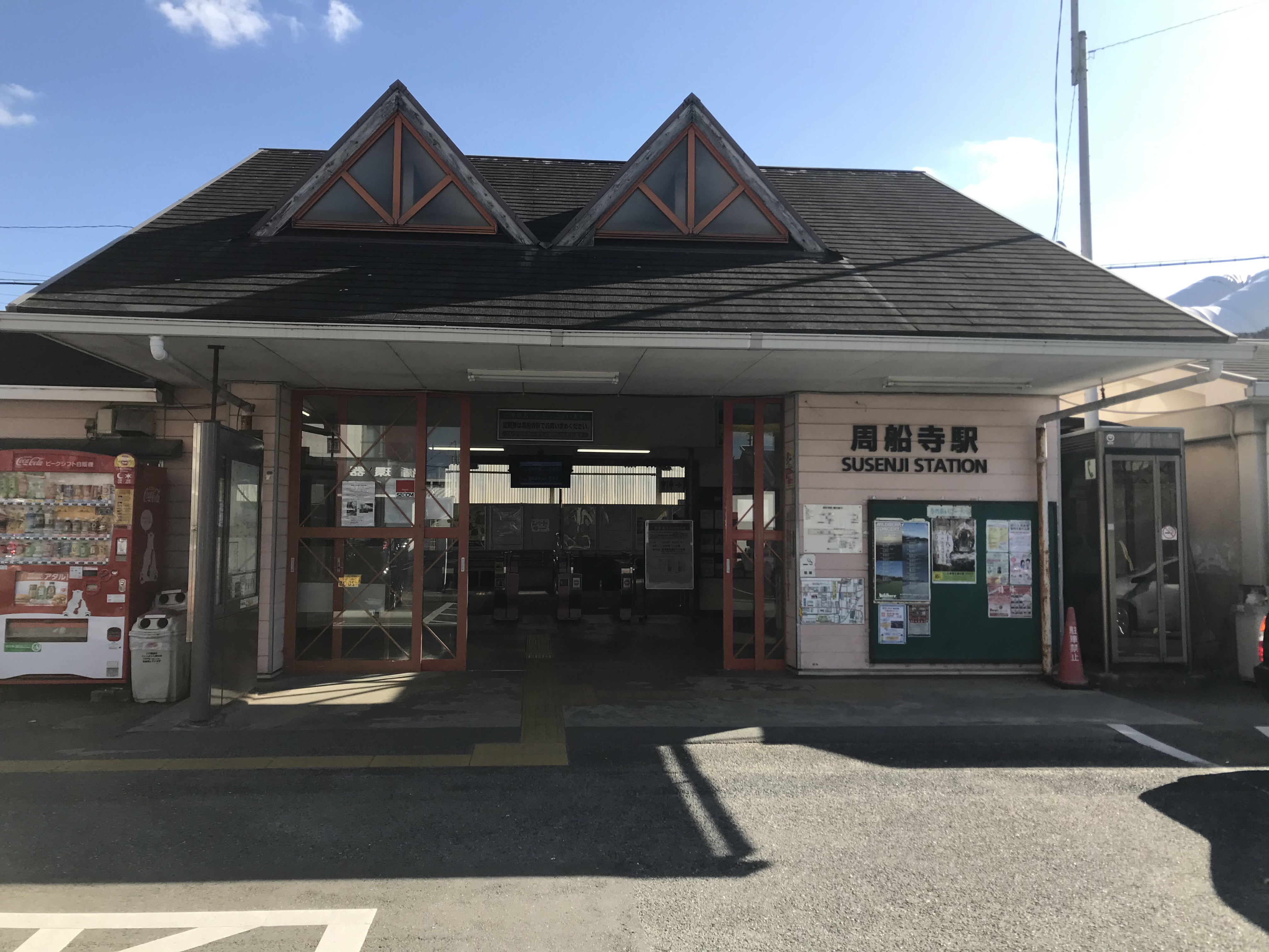
JR筑肥線周船寺駅

- JR筑肥線周船寺駅

### バス
- 昭和バス
  - 周船寺
  - 周船寺東口
  - 周船寺駅
  - 山崎
  - 飯氏北
- 糸島市コミュニティバス - 周船寺駅前バス停に発着する。